# Años 640
Los años 640 o década del 640 empezó el 1 de enero del 640 y terminó el 31 de diciembre del 649. 

## Acontecimientos
- Severino sucede a Honorio I como papa en el año 640.
- Juan IV sucede a Severino como papa en el año 640.
- Fallecimiento de Heraclio, Emperador Bizantino en el año 641.
- Teodoro I sucede a Juan IV como papa en el año 642.
- Chindasvinto sucede a Tulga como rey de los visigodos en el año 642. En 649 gobierna junto a él su hijo Recesvinto.
- Martín I sucede a Teodoro I como papa en el año 649.